# الرحمن
سورهٔ الرّحمن سورهٔ ۵۵ از قرآن است و ۷۸ آیه دارد و در مکه نازل شده‌است.

## محتوای سوره
این سوره به‌طور کلی بیانگر نعمت‌های مختلف معنوی و مادّی خداوند است که بر بندگان خود ارزانی داشته و آن‌ها را غرق در آن ساخته است به‌طوری که می‌توان نام این سوره را «سورهٔ رحمت» یا «سورهٔ نعمت» گذارد و به همین دلیل با نام مبارک «الرحمن» که رحمت واسعهٔ الهی را بازگو می‌کند آغاز شده و با جلال و اکرام خداوند پایان گرفته‌است و ۳۱ بار جملهٔ ﴿فَبِأَيِّ آلَاءِ رَبِّكُمَا تُكَذِّبَانِ﴾ که به‌وسیلهٔ آن از بندگانش بر نعمت‌های خود گواه می‌گیرد در آن ذکر شده‌است.
می‌توان محتوای این سوره را به چند بخش تقسیم کرد:
- بخش اول که مقدمه و آغاز سوره است از نعمت‌های بزرگ خلفت، تعلیم و تربیت، حساب و میزان، وسایل رفاهی انسان و غذاهای روحی و جسمی او سخن می‌گوید.
- بخش دوم توضیحی است بر مسئلهٔ چگونگی آفرینش انس و جن.
- بخش سوم بیانگر نشانه‌ها و آیات خداوند در زمین و آسمان است.
- بخش چهارم از نعمت‌های دنیوی فراتر رفته، سخن از نعمت‌های جهان دیگر است که نعمت‌های بهشتی اعم از باغ‌ها، سرچشمه‌ها، میوه‌ها، همسران زیبا و باوفا، و انواع لباس‌ها توضیح داده شده‌است.
- و بالاخره در بخش پنجم این سوره اشارهٔ کوتاهی به سرنوشت مجرمان و قسمتی از مجازات‌های دردناک آن‌ها آمده‌است.